# 중부지방해양경찰청
중부지방해양경찰청(中部地方海洋警察廳, Central Regional Coast Guard Headquarters)은 대한민국 서해 중부 해역의 경찰 및 오염방제에 관한 사무를 수행하는 대한민국 해양경찰청의 소속기관이다. 중부지방해양경찰장은 치안정감으로 보한다. 2020년 5월 13일 신청사 부지를 시흥시 배곧신도시로 확정하였으며 2025년 이전 예정이다.

## 연혁
- 2014년 11월 19일 국민안전처 해양경비안전본부 중부해양경비안전본부 설치
- 2017년 7월 26일 해양경찰청 중부지방해양경찰청으로 변경

## 조직
| - 청문감사담당관실 - 민원실 - 기획운영과 - 운영지원계 - 기획예산계 - 장비관리계 - 정보통신계 - 경리계 - 해상안전통신국 | - 경비안전과 - 경비계 - 수색구조계 - 해상안전계 - 훈련계 - 수사정보계 - 국제범죄수사대 - 상황담당관실 | - 해양오염방제과 - 방제계 - 예방지도계 - 분석계 - 항공단 - 고정익항공단 - 회전익항공단 - 항공정비대 - 특공대 |

### 산하 해양경찰서[4]
- 보령해양경찰서
- 태안해양경찰서
- 평택해양경찰서
- 인천해양경찰서

### 산하 해상교통관제센터
- 인천해상교통관제센터
- 평택해상교통관제센터
- 대산해상교통관제센터
- 경인항해상교통관제센터

## 같이 보기
- 대한민국의 경찰
- 경찰관 계급